# クリスタルオーシャン
クリスタルオーシャン (Crystal Ocean) はイギリスの競走馬である。主な勝ち鞍は2019年のプリンスオブウェールズステークス(GI)。

## 戦績
2014年2月8日に誕生。マイケル・スタウト厩舎から2016年9月にデビュー。2歳時はデビュー戦2着の1戦のみで終える。
2017年4月に初勝利を挙げる。G3での3着2回を挟み、8月のゴードンステークスで重賞初制覇。次戦はセントレジャーステークスに出走し、同年の愛ダービー馬カプリから半馬身差の2着に入った。
2018年は初戦のゴードンリチャーズステークスを皮切りに重賞3連勝と快調な滑り出しを見せる。その勢いのままキングジョージ6世&クイーンエリザベスステークスで初G1制覇を狙ったが、ポエッツワードとの競り合いにクビ差敗れ、2着となった。秋はセプテンバーステークスで前年のカルティエ賞年度代表馬エネイブルに3馬身半差の2着となり、凱旋門賞には向かわず英チャンピオンステークスへ参戦。しかし、ここが引退レースとなるクラックスマンに6馬身差をつけられて3戦連続の2着となった。
2019年はゴードンリチャーズステークス、アルライヤンステークスを連覇した後、ランフランコ・デットーリとの初コンビでプリンスオブウェールズステークスに出走し、2着マジカルに1馬身1/4差をつけて待望のG1勝ちを果たした。管理するスタウト師はロイヤルアスコット開催通算80勝目となった。前年2着の雪辱を期したキングジョージ6世&クイーンエリザベスステークスには前走エクリプスステークスを完勝したエネイブルも出走し、残り2ハロン地点から両馬の一騎打ちとなった。レース後にBBCからも歴史的な名勝負と評された激しい競り合いの末、クビ差及ばず2年連続の2着となった。続くインターナショナルステークスでは最後の直線で先頭に立ちながらも、追い上げてきた3歳馬ジャパンに僅かに交わされ、アタマ差の2着となった。
その後、凱旋門賞へ向けて調整されていたが、調教中に脚を故障したため、現役を引退することになった。
現役引退後はクールモアスタッドによって購入され、アイルランドのザビーチズスタッド（The Beeches Stud）にて障害競走用種牡馬となる。

### 競走成績
以下の内容は、Racing Postの情報に基づく。
| 出走日     | 競馬場         | 競走名                                         | 格 | 距離    | 着順 | 騎手         | 着差     | 1着（2着）馬         |
| ---------- | -------------- | ---------------------------------------------- | -- | ------- | ---- | ------------ | -------- | -------------------- |
| 2016.09.17 | ニューベリー   | 未勝利                                         |    | 芝7f    | 2着  | R.ムーア     | クビ     | Warrior's Spirit     |
| 2017.04.22 | ノッティンガム | 未勝利                                         |    | 芝10f   | 1着  | T.ダーカン   | 2馬身    | Okool                |
| 0000.05.18 | ヨーク         | ダンテステークス                               | G2 | 芝10.5f | 3着  | A.アッゼニ   | 1馬身1/4 | （Permian）          |
| 0000.06.23 | アスコット     | キングエドワード7世ステークス                  | G2 | 芝12f   | 3着  | A.アッゼニ   | 1馬身3/4 | （Permian）          |
| 0000.08.05 | グッドウッド   | ゴードンステークス                             | G3 | 芝12f   | 1着  | R.ムーア     | 3馬身1/2 | （Khalidi）          |
| 0000.09.16 | ドンカスター   | セントレジャーステークス                       | G1 | 芝14.5f | 2着  | J.クロウリー | 1/2馬身  | Capri                |
| 2018.04.27 | サンダウン     | ゴードンリチャーズステークス                   | G3 | 芝10f   | 1着  | R.ムーア     | 短頭     | （Fabricate）        |
| 0000.05.19 | ニューベリー   | アルライヤンステークス                         | G3 | 芝12f   | 1着  | R.ムーア     | 6馬身    | （Second Step）      |
| 0000.06.23 | アスコット     | ハードウィックステークス                       | G2 | 芝12f   | 1着  | R.ムーア     | 2馬身1/2 | （Red Verdon）       |
| 0000.07.28 | アスコット     | キングジョージ6世&クイーンエリザベスステークス | G1 | 芝12f   | 2着  | W.ビュイック | クビ     | Poet's Word          |
| 0000.09.08 | ケンプトン     | セプテンバーステークス                         | G3 | AW12f   | 2着  | D.プロバート | 3馬身1/2 | Enable               |
| 0000.10.20 | アスコット     | 英チャンピオンステークス                       | G1 | 芝10f   | 2着  | W.ビュイック | 6馬身    | Cracksman            |
| 2019.04.26 | サンダウン     | ゴードンリチャーズステークス                   | G3 | 芝10f   | 1着  | R.ムーア     | 2馬身1/4 | （Knight To Behold） |
| 0000.05.18 | ニューベリー   | アルライヤンステークス                         | G3 | 芝12f   | 1着  | R.ムーア     | 2馬身    | （Laraaib）          |
| 0000.06.19 | アスコット     | プリンスオブウェールズステークス               | G1 | 芝10f   | 1着  | L.デットーリ | 1馬身1/4 | （Magical）          |
| 0000.07.27 | アスコット     | キングジョージ6世&クイーンエリザベスステークス | G1 | 芝12f   | 2着  | J.ドイル     | クビ     | Enable               |
| 0000.08.21 | ヨーク         | インターナショナルステークス                   | G1 | 芝10.5f | 2着  | J.ドイル     | アタマ   | Japan                |

## 血統表
| クリスタルオーシャンの血統 | クリスタルオーシャンの血統     | クリスタルオーシャンの血統  | （血統表の出典）            | （血統表の出典） |
| 父系                       | ダンジグ系                     | ダンジグ系                  | ダンジグ系                  | [ § 2 ]          |
| 父 Sea The Stars 2006 鹿毛 | 父の父Cape Cross 1994 鹿毛     | Green Desert                | Danzig                      | Danzig           |
| 父 Sea The Stars 2006 鹿毛 | 父の父Cape Cross 1994 鹿毛     | Green Desert                | Foreign Courier             |                  |
| 父 Sea The Stars 2006 鹿毛 | 父の父Cape Cross 1994 鹿毛     | Park Appeal                 | Ahonoora                    | Ahonoora         |
| 父 Sea The Stars 2006 鹿毛 | 父の父Cape Cross 1994 鹿毛     | Park Appeal                 | Balidaress                  |                  |
| 父 Sea The Stars 2006 鹿毛 | 父の母Urban Sea 1989 栗毛      | Miswaki                     | Mr. Prospector              | Mr. Prospector   |
| 父 Sea The Stars 2006 鹿毛 | 父の母Urban Sea 1989 栗毛      | Miswaki                     | Hopespringseternal          |                  |
| 父 Sea The Stars 2006 鹿毛 | 父の母Urban Sea 1989 栗毛      | Allegretta                  | Lombard                     | Lombard          |
| 父 Sea The Stars 2006 鹿毛 | 父の母Urban Sea 1989 栗毛      | Allegretta                  | Anatevka                    |                  |
| 母 Crystal Star 2000 栗毛  | 母の父Mark of Esteem 1993 鹿毛 | Darshaan                    | Shirley Heights             | Shirley Heights  |
| 母 Crystal Star 2000 栗毛  | 母の父Mark of Esteem 1993 鹿毛 | Darshaan                    | Delsy                       |                  |
| 母 Crystal Star 2000 栗毛  | 母の父Mark of Esteem 1993 鹿毛 | Homage                      | Ajdal                       | Ajdal            |
| 母 Crystal Star 2000 栗毛  | 母の父Mark of Esteem 1993 鹿毛 | Homage                      | Home Love                   |                  |
| 母 Crystal Star 2000 栗毛  | 母の母Crystal Cavern 1992 栗毛 | Be My Guest                 | Northern Dancer             | Northern Dancer  |
| 母 Crystal Star 2000 栗毛  | 母の母Crystal Cavern 1992 栗毛 | Be My Guest                 | What a Treat                |                  |
| 母 Crystal Star 2000 栗毛  | 母の母Crystal Cavern 1992 栗毛 | Krisalya                    | Kris                        | Kris             |
| 母 Crystal Star 2000 栗毛  | 母の母Crystal Cavern 1992 栗毛 | Krisalya                    | Sassalya                    |                  |
| 母系(F-No.)                | 7号族(FN:7-a)                  | 7号族(FN:7-a)               | 7号族(FN:7-a)               | [ § 3 ]          |
| 5代内の近親交配            | Northern Dancer5×5×4=12.50%    | Northern Dancer5×5×4=12.50% | Northern Dancer5×5×4=12.50% | [ § 4 ]          |
| 出典                       | 1. 2. 3. 4.                    | 1. 2. 3. 4.                 | 1. 2. 3. 4.                 | 1. 2. 3. 4.      |

- ケープクロス産駒の半姉クリスタルカペラ(Crystal Capella)はプライドステークス2勝などイギリスで重賞4勝[8]。
- デインヒルダンサー産駒の半兄ヒルスター(Hillstar)は加G1カナディアンインターナショナルステークスの勝ち馬[9]。
- 祖母の半妹ローズジプシーは仏1000ギニーの勝ち馬（本邦輸入）[10]。
- 3代母の半弟にイスパーン賞勝ち馬サズルー(Sasuru)[11]、3代母の半妹の仔にゲイムリーステークスなど重賞6連勝を挙げたタスカンイヴニング(Tuscan Evening)[12]。
- 5代母Valyaの半姉Sweet And Loveryの孫にサラマンドル賞勝ち馬コモングラウンズ(Common Grounds)[13]、曾孫世代にはルソー(Luso、アラルポカル2勝など伊・独でG1競走4勝）[14]・ウォーサン(Warrsan、コロネーションカップ連覇・バーデン大賞連覇）[15]兄弟、クリスキン(Kris Kin、英ダービー）[16]。その他同馬の子孫にはクイーンズトラスト(Queen's Trust、BCフィリー&メアターフ)[17]、ウィグモアホール(Wigmore Hall、加G1ノーザンダンサーターフステークス連覇)[18]、アヴニールセルタン(仏牝馬二冠、本邦輸入)などがいる。